# Pakoros (Armenien)
Pakoros (griechisch Αύρήλιος Πάκορος, armenisch Բակուր Ա; gestorben nach 164) war um etwa 140 bis 161/64 König von Großarmenien.
Um 140 setzte der römische Kaiser Antoninus Pius in Armenien einen neuen König ein, dessen Name in den antiken Quellen nicht erwähnt wird. In der Forschung wurde oft vermutet, dass es sich um jemanden namens Sohaemus handelte, der nach 164 als armenischer König belegt ist. Armenien stand seit dem Jahr 63 unter römischer Oberherrschaft, es blieb jedoch zwischen Rom und dem Partherreich umstritten, was ein zentraler Grund für die meisten Partherkriege war.
161 nutzte der Partherkönig Vologaeses IV. die Gelegenheit und fiel in Armenien ein, wo er einen neuen König eingesetzt haben soll. Bei diesem soll es sich um Pakoros gehandelt haben, der in antiken Quellen relativ gut belegt ist. Demnach hielt er sich in den 160er Jahren in Rom auf, wo er als Aurelius Pacorus bekannt war, und ist auch dort verstorben. Dies geschah nach 164, als er die Krone Armeniens verloren hatte. Es wurde oft angenommen, dass eben dieser Pakoros nur drei Jahre zuvor von den Parthern eingesetzt worden ist, dann 164 von den Römern abgesetzt und durch Sohaemus ersetzt worden ist, der zuvor in Armenien geherrscht hat. 
In der neueren Forschung wird diese Rekonstruktion skeptisch betrachtet. Verstreute Quellenzeugnisse (so ein Fragment aus den Parthika des Asinius Quadratus) deuten eher darauf hin, dass es Pakoros war, der von den Römern um 140 in Armenien eingesetzt worden ist, 161 auf römisches Gebiet floh und anschließend ehrenhaft in Rom lebte, wenngleich Lucius Verus 164 mit Sohaemus einen neuen König in Armenien einsetzte.